# Hippotis albiflora
Hippotis albiflora är en måreväxtart som beskrevs av Gustav Karl Wilhelm Hermann Karsten. Hippotis albiflora ingår i släktet Hippotis och familjen måreväxter. Inga underarter finns listade i Catalogue of Life.